# Lionel Sainsbury
Lionel Sainsbury est un compositeur et pianiste anglais né en 1958 dans le Wiltshire.

## Biographie
Il a commencé à jouer du piano à un âge précoce, et bientôt a décidé de composer sa propre musique. Il a étudié en privé et à la Guildhall School of Music and Drama à Londres avec Patric Stanford et Edith Vogel, il a remporté les grands prix pour la composition et le piano, et encore étudiant, a également reçu  la prestigieuse  bourse Mendelssohn du Royaume-Uni à l'âge de 21 ans ce qui lui a permis de rencontrer Edmund Rubbra et John McCabe ainsi qu'Henri Dutilleux  à  Paris ,.

## Œuvres

### Musique symphonique
- Concerto pour Violon[3],[4]
- Concerto pour Violoncelle[5]
- Deux Nocturnes pour Orchestre à Cordes
- Poème symphonique Time of the Comet
- Allegro Risoluto pour Orchestre à Cordes
- Danse Cubaine No.2 arr. pour Cordes

### Pièces pour piano
- 12 Preludes
- Nocturne
- Fantaisie Cubaine
- Fantaisie Andalouse
- Sea Storm
- Suite Sud-Américaine
- Incantation
- Deux danses Cubaines (pour 4 mains)
- Fiesta (pour 2 pianos)

### Pièces pour violon
- Soliloque pour Violon[3]

### Pièces pour violon et piano
- Mirage
- Sonate
- Danse Cubaine No.2

### Pièces pour guitare
- 5 Fantaisies

### Pièces pour flûte
- Caprice

### Pièce pour clarinette
- Prelude, Blues et Postlude pour Clarinette et Piano